# Дюссельдорф-Пемпельфорт
Пемпельфорт (нем. Pempelfort) — административный район в городе Дюссельдорф (Германия, федеральная земля Северный Рейн-Вестфалия). Расположен в центральной части города. Район входит в I-й административный округ Дюссельдорфа.

На юго-западе Пемпельфорт граничит с районом Альтштадт, на юге — с районом Штадтмитте, на востоке — с районом Дюссельталь, на северо-востоке — с районом Дюссельдорф-Дерендорф, на северо-западе — с районом Гольцхайм. С западной стороны естественной границей Пемпелфорта является река Рейн. Оберкассельский мост соединяет Пемпельфорт с районом Оберкассель.

Пемпельфорт относится к престижным городским районам с высокой стоимостью жилья. При этом Пемпельфорт является самым густонаселённым районом Дюссельдорфа. Плотность населения в районе составляет 10 417 чел./км².

## История

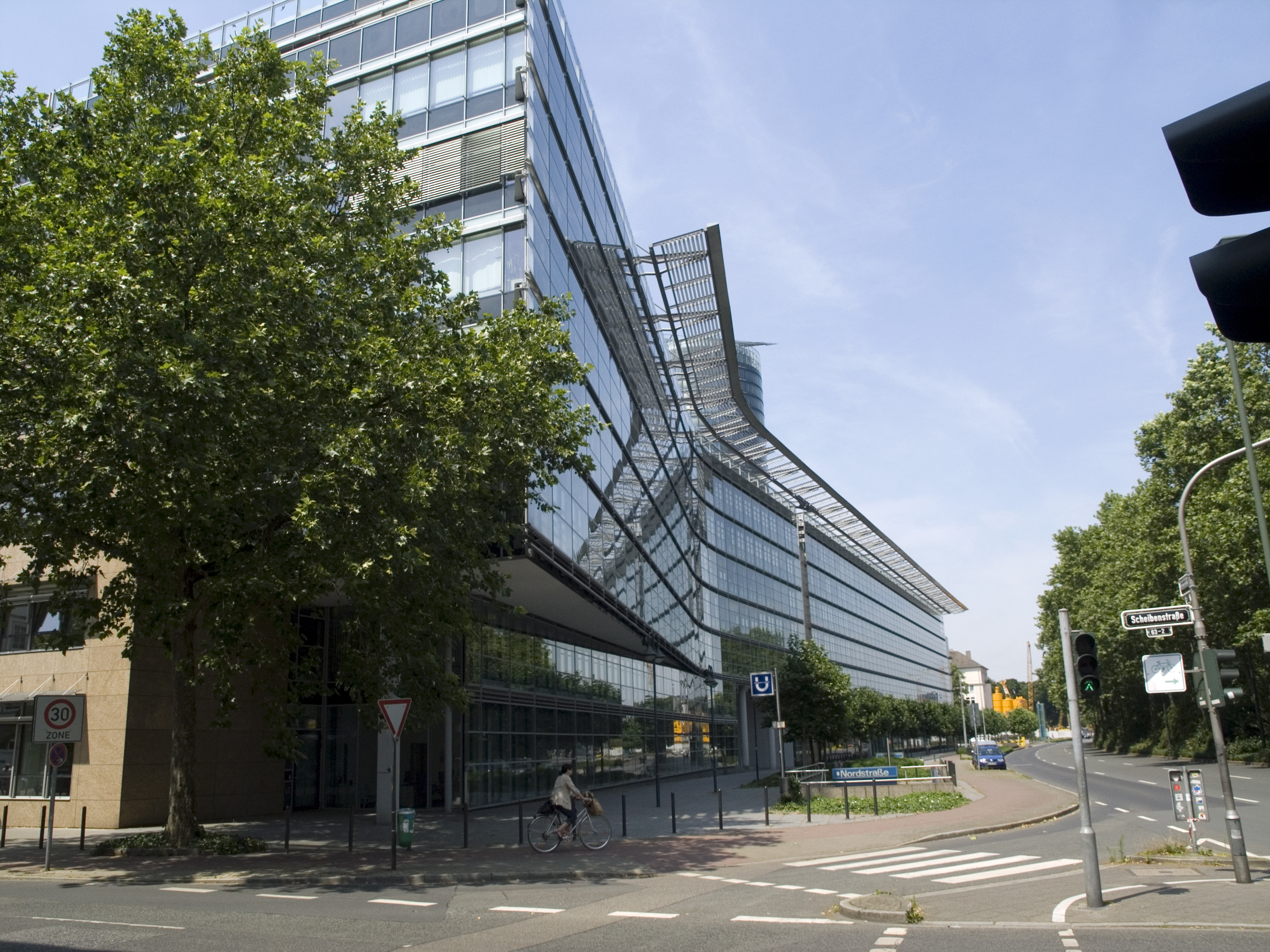
Улица Fischerstraße

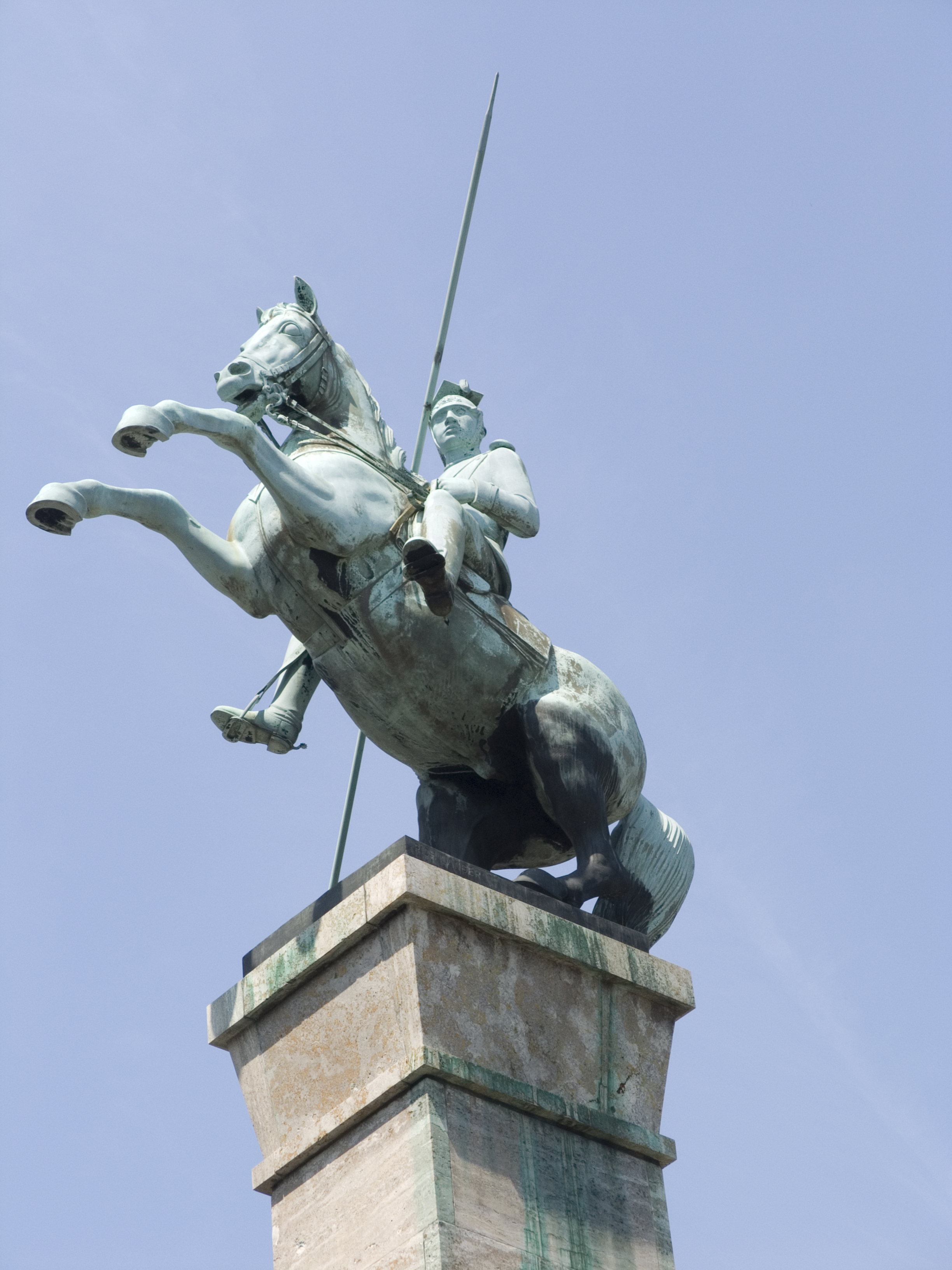
Памятник Вестфальским уланам

Поселение Пемпельфорт было включено в состав города Дюссельдорф в 1854 году по указу короля Пруссии Фридриха Вильгельма IV. Но уже до этого на территории Пемпельфорта в 1769—1771 годах по проекту Максимилиана Фридриха Вейха был разбит старейший парк Дюссельдорфа — Хофгартен. Также в северной части Пемпельфорта с 1804 года функционировало Гольцхаймское кладбище (de:Golzheimer Friedhof), которое было закрыто в 1898 году, а сейчас используется как парк.

В 1888 году через Пемпельфорт прокладывается улица принца Георга — главная магистраль района. В 1902 году на берегу Рейна проводится промышленная выставка, многие из зданий и сооружений впоследствии были перестроены и использовались для различных музеев и выставочных залов. В 1910 году строится монументальное здание Верховного суда (de:Oberlandesgericht Düsseldorf). В 1926 году был открыт концертный зал Тонхалле (de:Tonhalle Düsseldorf) и музейный комплекс Эренхоф (de:Ehrenhof (Düsseldorf)). В 1994—1998 годах в Пемпельфорте было построено офисное высотное здание Виктория-Турм.

## Достопримечательности
- Театральный музей (de:Theatermuseum Düsseldorf)
- Художественный музей (de:Museum Kunstpalast)
- Форум Северного Рейна — Вестфалии (de:NRW-Forum)
- Концертный зал Тонхалле (de:Tonhalle Düsseldorf)
- Музейный комплекс Эренхоф (de:Ehrenhof (Düsseldorf))
- Парк Хофгартен (de:Hofgarten (Düsseldorf))
- Рейнский парк (de:Rheinpark Golzheim)
- Замок Йегерхоф (de:Schloss Jägerhof)
- Гольцхаймское кладбище (de:Golzheimer Friedhof)
- Церковь Св. Адульфа, мученика Кордовского.

## Транспорт
В Пемпельфорте проходят маршруты Дюссельдорфского скоростного трамвая U78 и U79.

Через территорию района проходят линии городской электрички региона Рейн-Рур S1, S6 и S11. Также по району проходит ряд трамвайных и автобусных маршрутов.

### Галерея

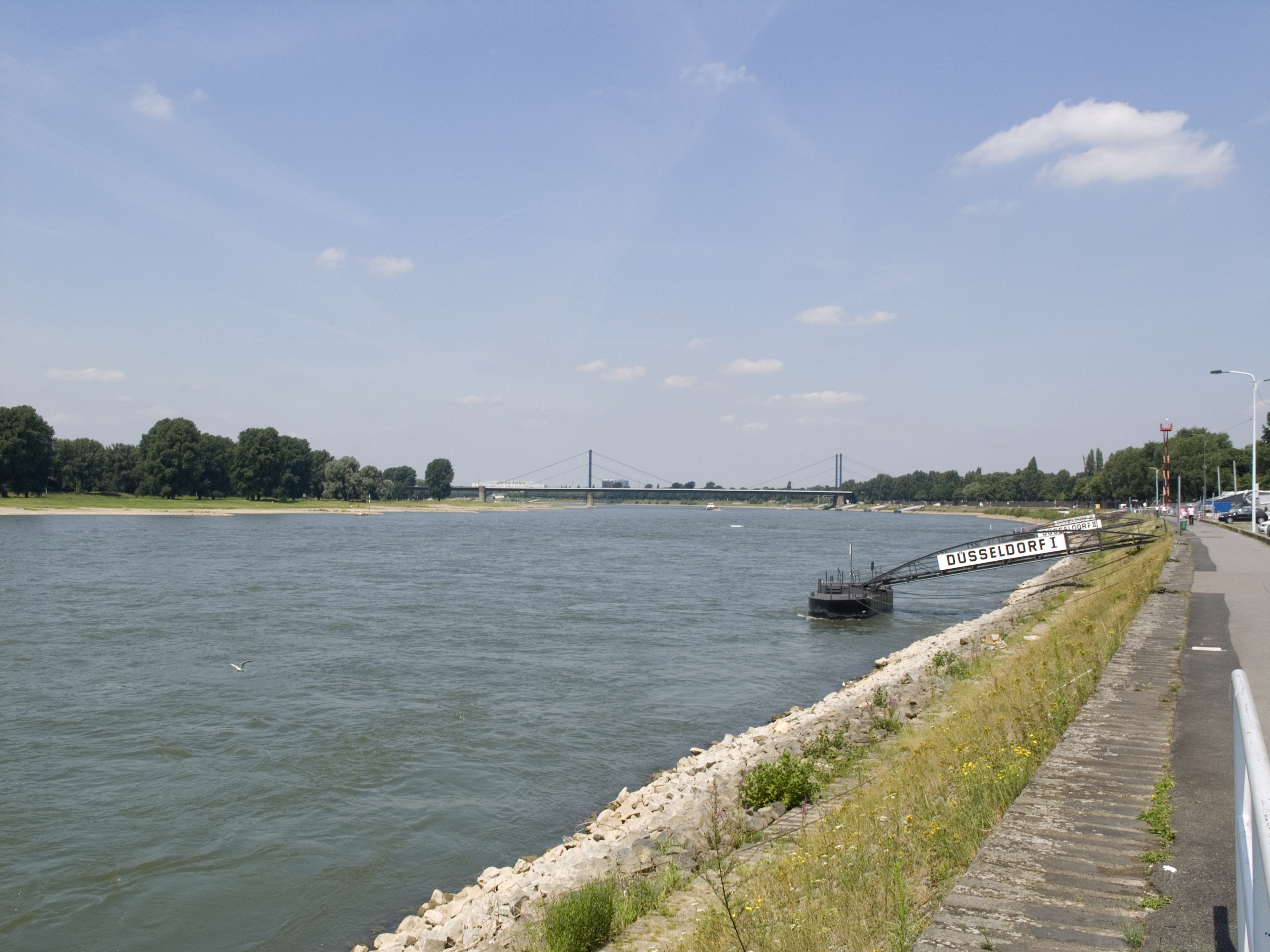
Рейн в Пемпельфорте (на заднем плане Мост Теодора Хойса)
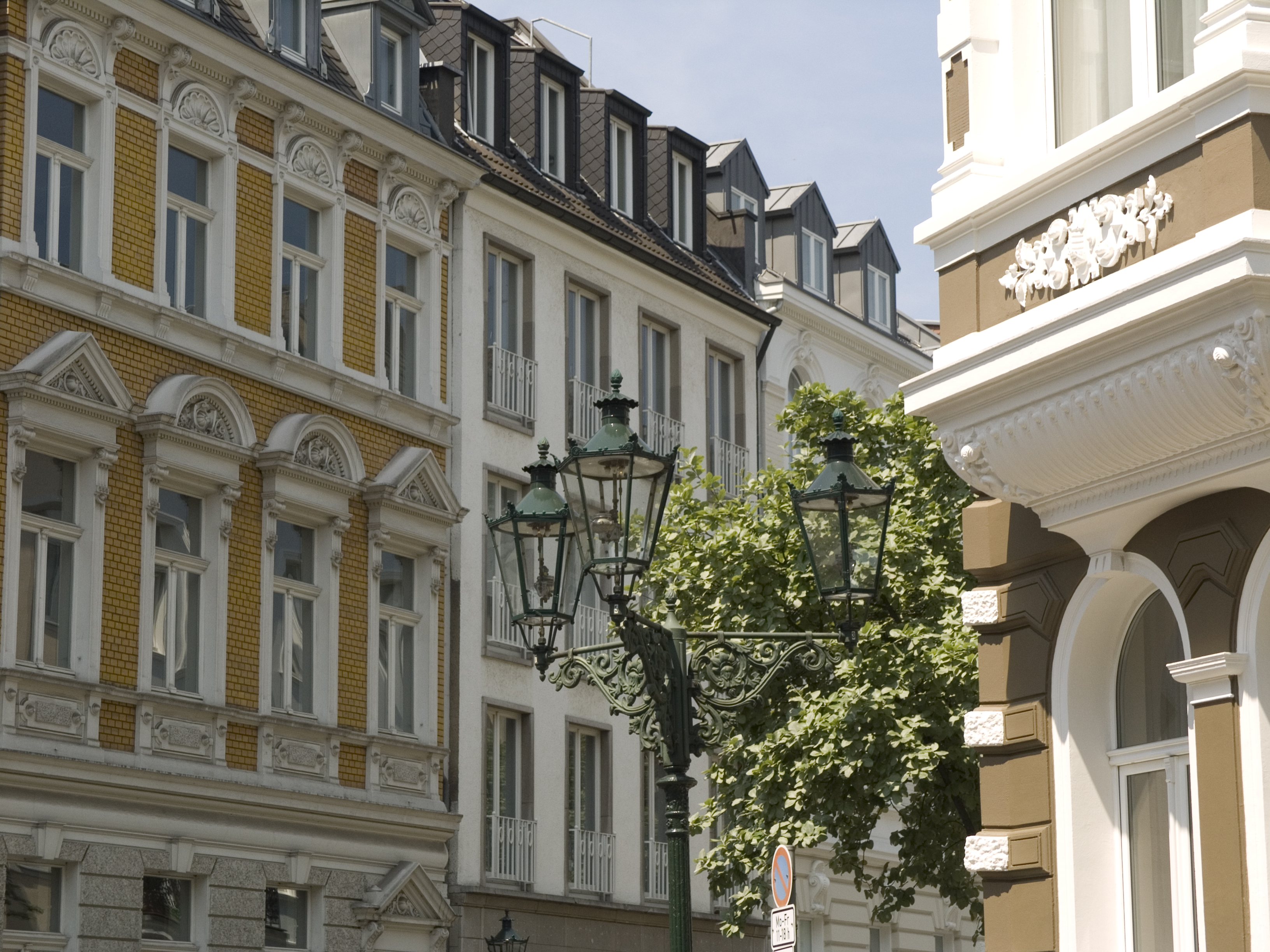
Уголок улицы Arnoldstraße
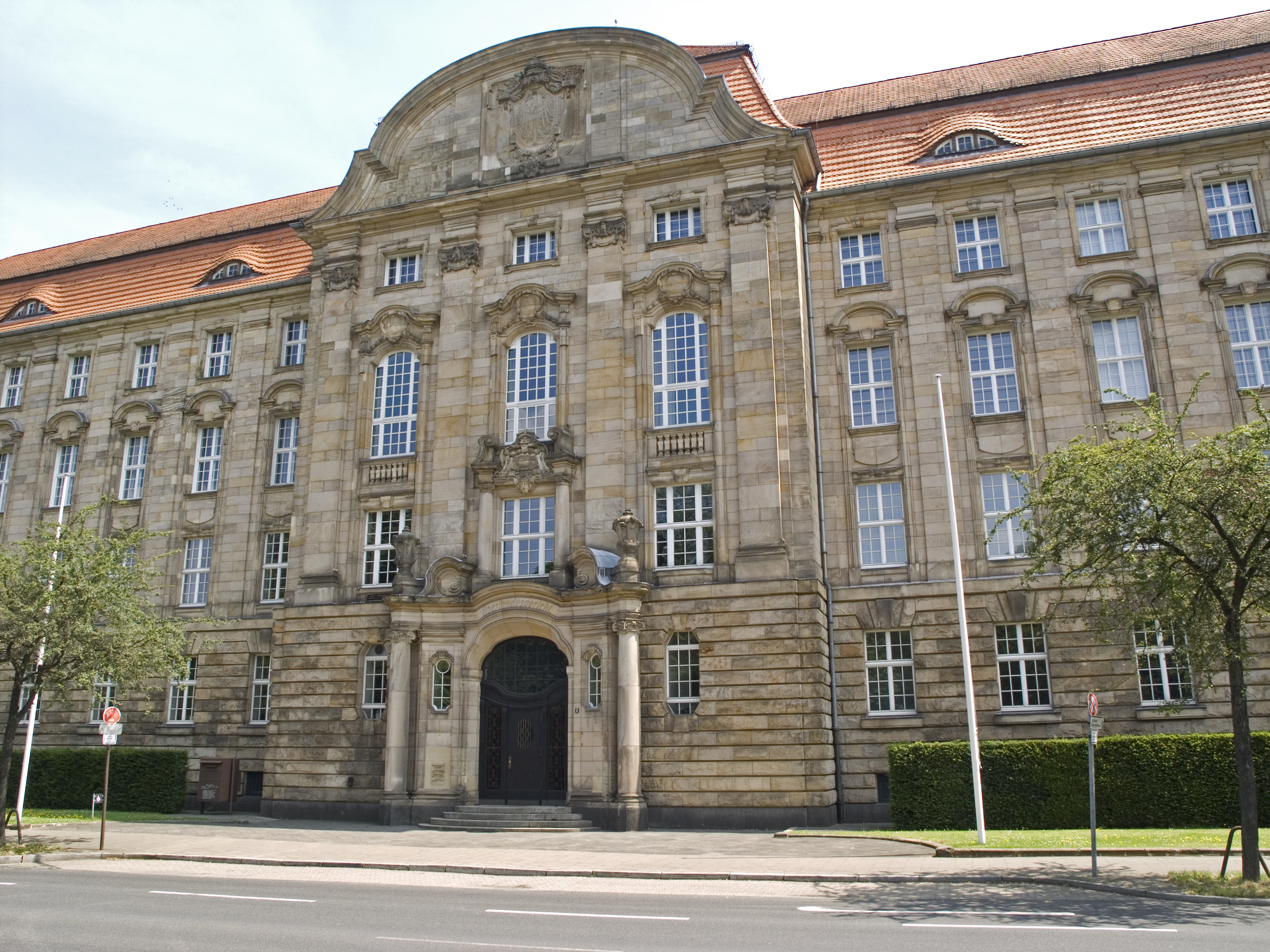
Здание Верховного суда Северного Рейна—Вестфалии
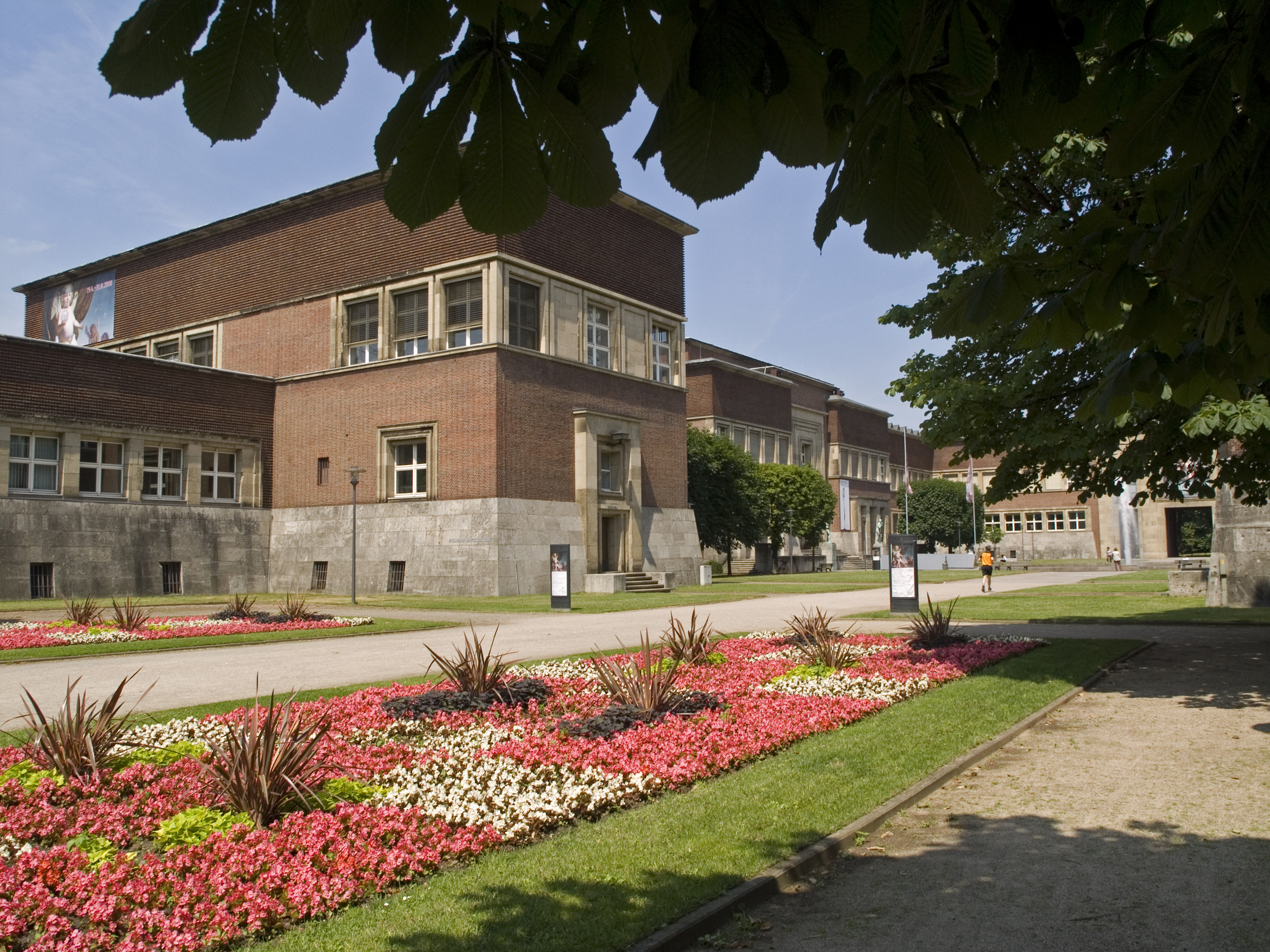
Художественный музей Ehrenhof
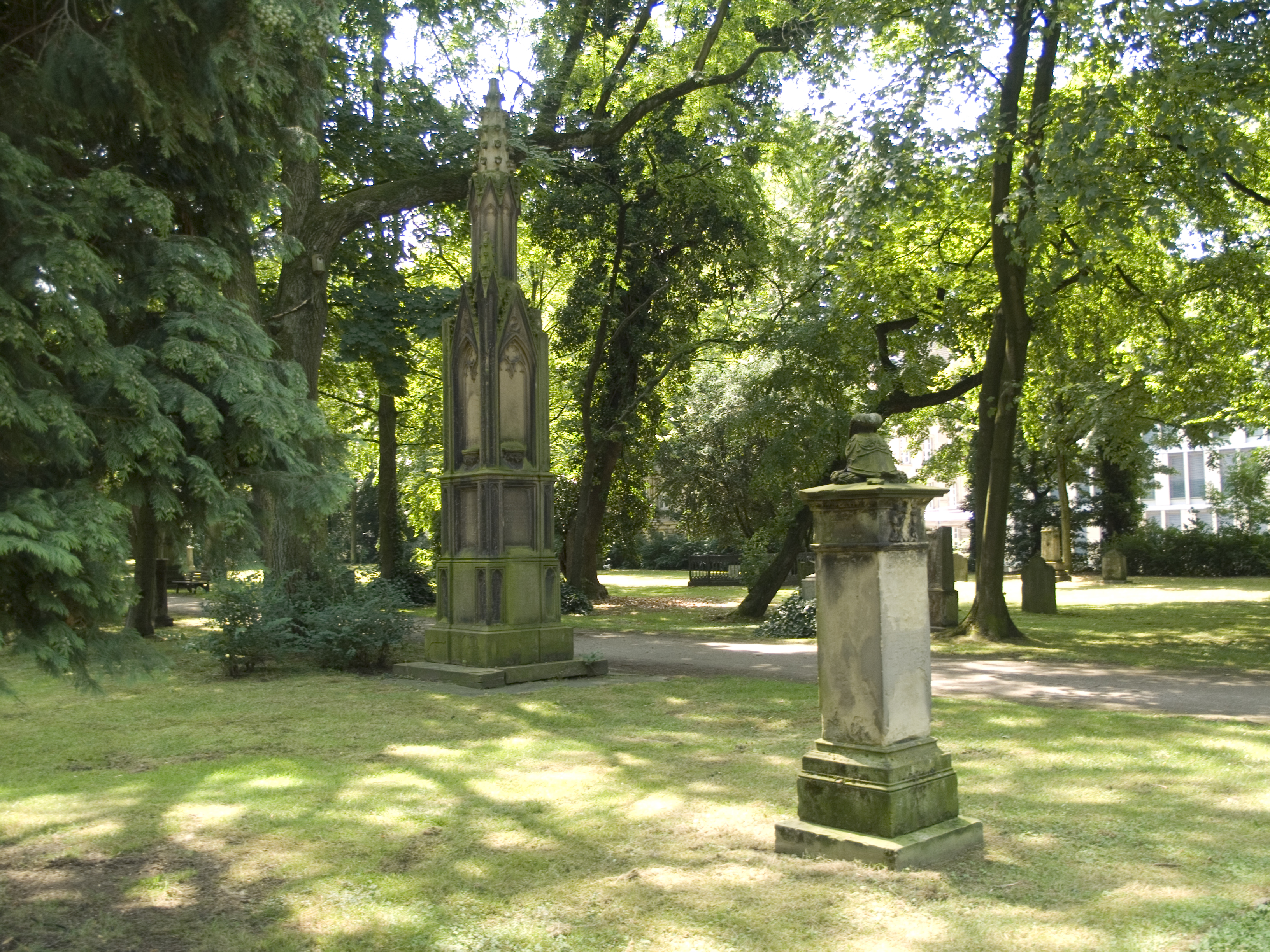
Гольцхаймское кладбище
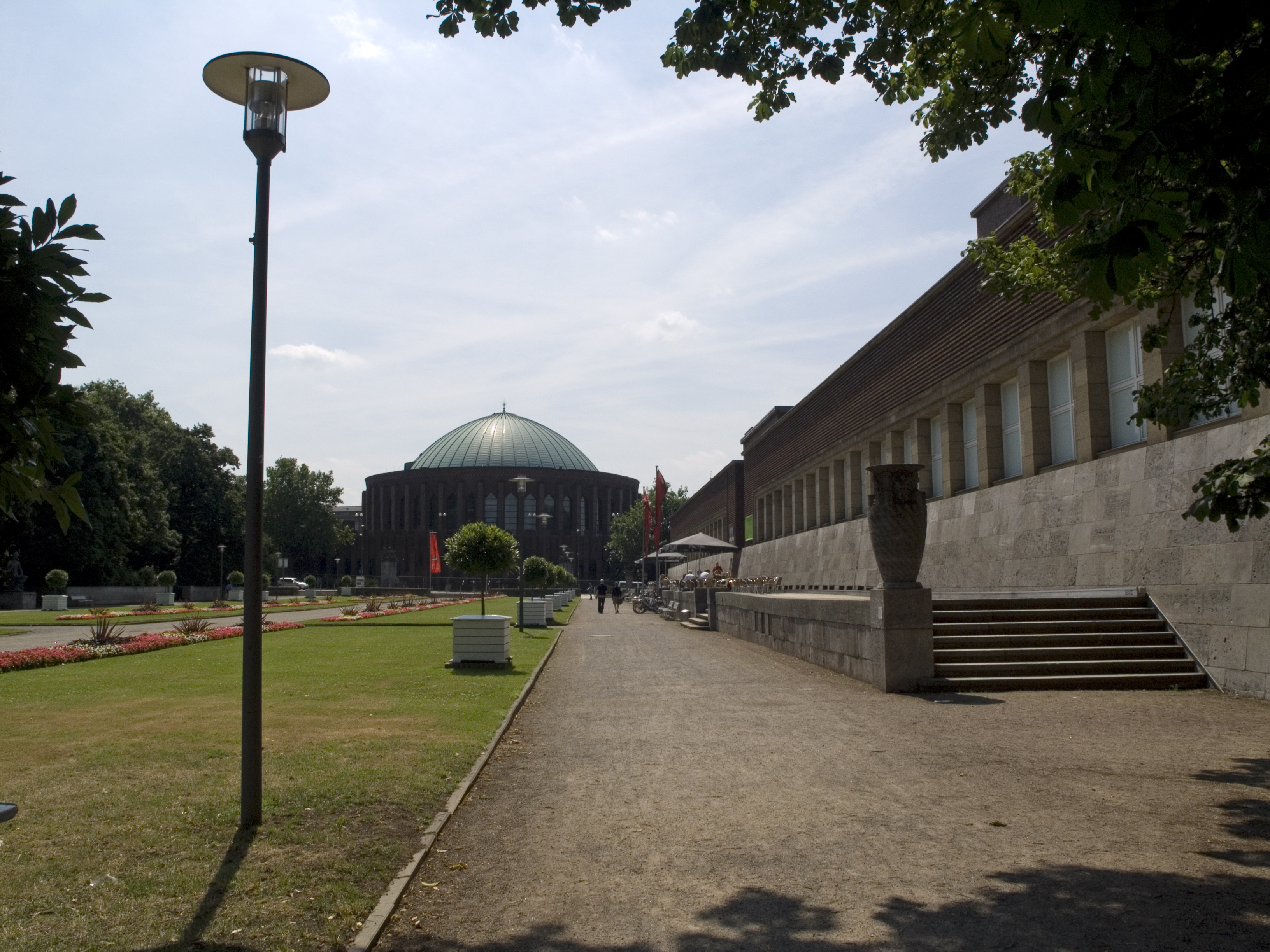
Форум Северного Рейна—Вестфалии (на заднем плане Тонхалле)